# Nycteris parisii
Nycteris parisii (de Beaux, 1924) è un pipistrello della famiglia dei Nitteridi diffuso nell'Africa occidentale e orientale. Il nome omaggia lo zoologo italiano Bruno Parisi.

## Descrizione

### Dimensioni
Pipistrello di piccole dimensioni, con la lunghezza totale tra 90 e 97 mm, la lunghezza dell'avambraccio tra 38 e 41 mm, la lunghezza della coda tra 44 e 50 mm, la lunghezza del piede di 9 mm, la lunghezza delle orecchie tra 20 e 23 mm e un peso fino a 7,2 g.

### Aspetto
La pelliccia è lunga, arruffata e lanuginosa. Le parti dorsali sono grigio-brunastre, mentre le parti ventrali sono leggermente più chiare. Il muso è privo di peli e con un solco longitudinale che termina sulla fronte in una profonda fossa. Le orecchie sono molto lunghe, strette, con l'estremità arrotondata ed unite anteriormente alla base da una sottile membrana cutanea. Il trago è corto, con il bordo anteriore dritto, quello posteriore convesso e con un lobo alla base. Le membrane alari sono brunastre. Gli arti inferiori sono lunghi e sottili, mentre i piedi, le dita e gli artigli sono molto piccoli. La coda è lunga, con l'estremità che termina con una struttura cartilaginea a forma di T ed è inclusa completamente nell'ampio uropatagio.

## Biologia

### Alimentazione
Si nutre di insetti.

## Distribuzione e habitat
Questa specie è diffusa nel Camerun nord-occidentale, Etiopia e Somalia meridionali.
Vive nelle foreste ripariali, boschi e savane degradate in prossimità di paludi.

## Conservazione
La IUCN Red List, considerata la mancanza di informazioni recenti sull'areale, i requisiti ecologici, le minacce e lo stato di conservazione, classifica N.parisii come specie con dati insufficienti (DD).